# Kozáni (district régional)
Pour la ville, voir Kozáni.
Le district régional de Kozáni (en grec : Περιφερειακή ενότητα Κοζάνης) est un district régional de Grèce. Avant 2010 et la réforme Kallikratis, il avait le statut de nome avec la même étendue géographique. Il fait partie de la périphérie de Macédoine-Occidentale. Son chef-lieu est Kozáni.

## Dèmes (municipalités) et communes
| Dème                 | YPES code | Siège                   | Code Postal | Préfixe tel. |
| -------------------- | --------- | ----------------------- | ----------- | ------------ |
| Agía Paraskeví       | 2901      | Ágios Christóforos (el) | 502 00      | 24630-51     |
| Aianí                | 2902      |                         | 500 04      | 24610-98     |
| Áskio                | 2903      | Kalonéri (el)           | 500 03      | 24650-71     |
| Dimítrios Ypsilántis | 2907      | Mavrodéndri (el)        | 502 00      | 24610-96     |
| Elimía               | 2908      | Krókos                  | 500 10      | 24610-63     |
| Ellíspondos          | 2909      | Kiláda (el)             | 501 00      | 24610-90     |
| Kamvoúnia            | 2910      | Tranovalto              | 505 00      | 24640-5      |
| Kozáni               | 2911      |                         | 501 00      | 24610-2      |
| Mouríki              | 2913      | Embório                 | 500 05      | 24630-6      |
| Neápoli              | 2914      |                         | 500 01      | 24680-2      |
| Ptolemaïda           | 2916      |                         | 502 00      | 24630-27     |
| Sérvia               | 2917      |                         | 505 00      | 24640-2      |
| Siátista             | 2918      |                         | 503 00      | 24650-2      |
| Tsotýli              | 2919      |                         | 500 02      | 24680-31     |
| Velvendós            | 2904      |                         | 504 00      | 24640-31     |
| Vérmio               | 2905      | Komniná (en)            | 500 06      | 24630-31     |
| Vlásti               | 2906      |                         | 500 09      | 24630-93     |
| Livaderó             | 2912      |                         | 505 00      | 24640-41     |
| Pendálofos           | 2915      |                         | 500 07      | 24680-41     |